# 李成日
李成日（1956年—），朝鲜族，中华人民共和国政治人物、第十一届全国政协委员。
加入中国民主建国会，担任广州梦都美股份有限公司董事长、总经理。2008年，当选第十一届全国政协委员，代表少数民族界，分入第四十九组。并担任民族和宗教委员会专委。